# 山东半岛蓝色经济区

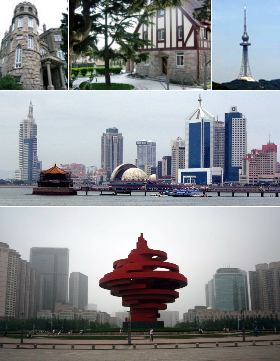
青岛市

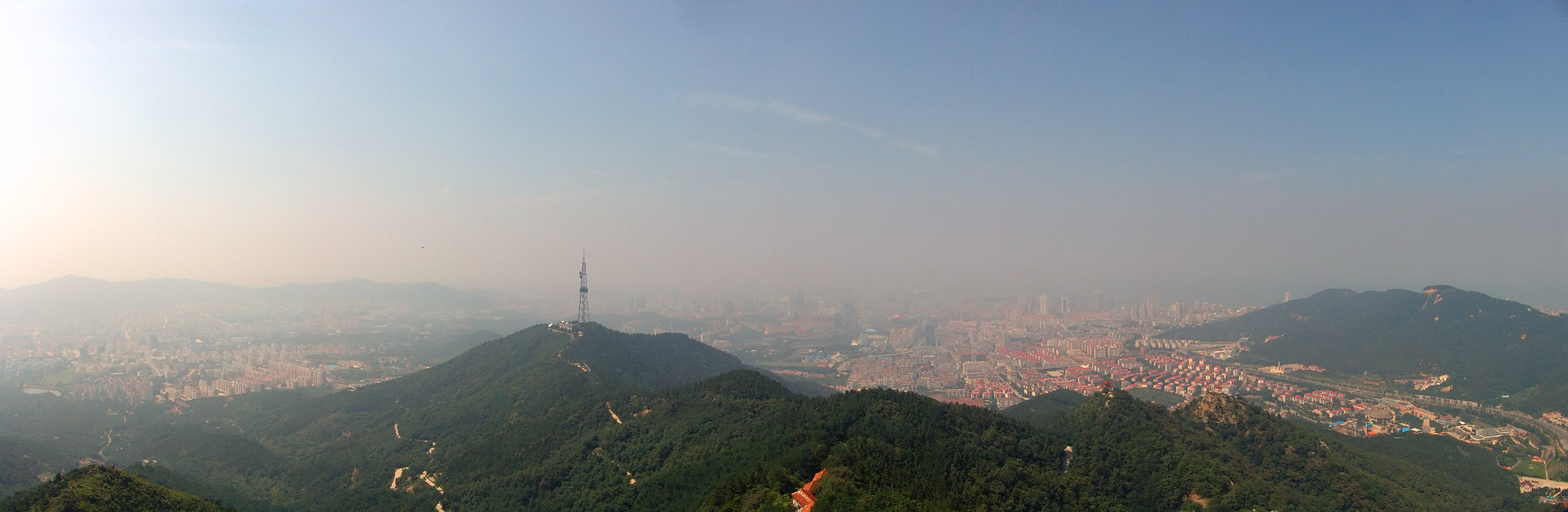
烟台市

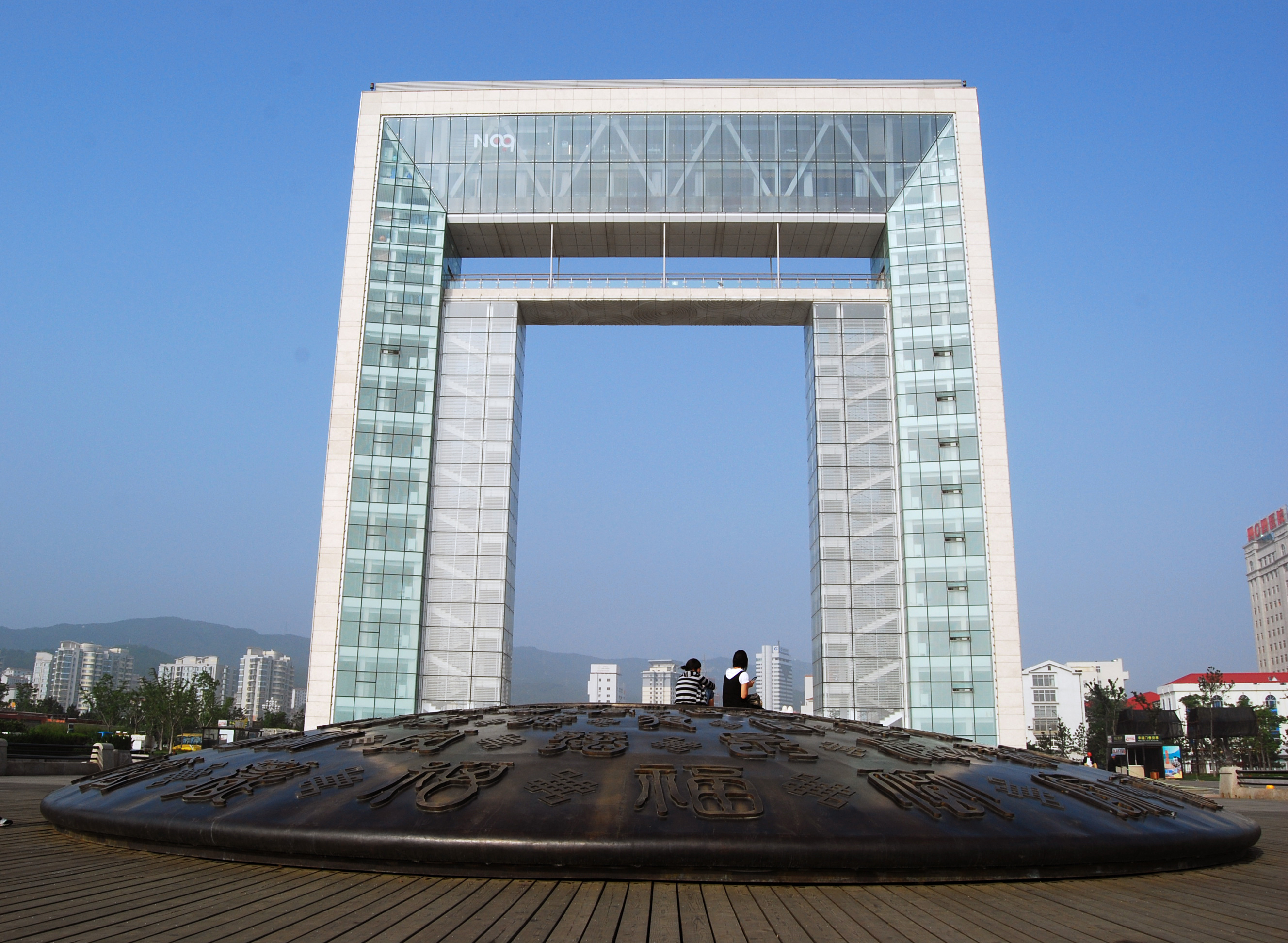
威海市

山东半岛蓝色经济区范围包括山东全部海域和青岛、东营、烟台、潍坊、威海、日照6市及滨州市的无棣、沾化2个沿海县所属陆域，海域面积15.95万平方公里，陆域面积6.4万平方公里。2009年,区内总人口3291.8万人，人均地区生产总值50138元。该经济区位于中国最大的半岛——山东半岛，是环渤海地区与长江三角洲地区的重要接合部、黄河流域地区最便捷的出海通道、东北亚经济圈的重要组成部分。

## 确立过程
2011年1月4日，国务院批复《山东半岛蓝色经济区发展规划》，这是“十二五”开局之年第一个获批的国家发展战略，也是国内第一个以海洋经济为主题的区域发展战略。《规划》的批复实施，是中国区域发展从陆域经济延伸到海洋经济、积极推进陆海统筹的重大战略举措，标志着全国海洋经济发展试点工作进入实施阶段，也标志着山东半岛蓝色经济区建设正式上升为国家发展战略，成为国家海洋发展战略和区域协调发展战略的重要组成部分。

## 地理区域
山东半岛蓝色经济区以青岛为中心，以山东半岛地区（包括青岛、烟台、威海、日照、潍坊）为中心区域，向西扩展延伸至黄河三角洲冲积平原的东营和滨州的部分地区。整个规划范围包括山东全部海域和青岛、东营、烟台、潍坊、威海、日照6市及滨州市的无棣、沾化2个沿海县所属陆域，海域面积15.95万平方公里，陆域面积6.4万平方公里。

### 主要城市
- 副省级城市和计划单列市：青岛市
- 地级市：烟台市、潍坊市、威海市、日照市、东营市
- 县级行政区（不含市辖区）：
  - 青岛市下辖全部县级市：胶州市、平度市、莱西市
  - 烟台市下辖全部县、市：龙口市、莱州市、莱阳市、招远市、栖霞市、海阳市
  - 潍坊市下辖全部县、市：昌邑市、高密市、诸城市、青州市、寿光市、昌乐县、安丘市、临朐县
  - 威海市下辖全部县级市：乳山市、荣成市
  - 日照市下辖全部县份：五莲县、莒县
  - 东营市下辖全部县份：广饶县、垦利县、利津县
  - 滨州市下辖部分县份：无棣县、沾化县

## 交通

### 铁路
- 高速铁路：胶济客运专线、青荣城际铁路、青盐铁路、济青高速铁路
- 普速铁路：胶济铁路、蓝烟铁路、胶黄铁路、海青铁路、胶新铁路、桃威铁路、张东铁路、益羊铁路、德龙烟铁路（在建）、黄大铁路（在建）、董家口疏港铁路（规划）、鳌山湾疏港铁路（规划）、青岛至莱州铁路（规划）

### 高速公路
- 国家高速：
  - 南北纵线： 沈海高速、 日兰高速、 长深高速
  - 东西横线： 荣乌高速、 青银高速、 青兰高速、 青新高速
- 省高速：
  - 南北纵线： 蓬栖高速、 龙青高速、 明董高速、
  - 东西横线： 荣潍高速、 新董高速、 青商高速
  - 市域线： 流亭机场高速、 前湾港区1号疏港高速、 前湾港区2号疏港高速、 前湾港区3号疏港高速

### 机场
烟台蓬莱国际机场、威海大水泊机场、潍坊机场、东营胜利机场、日照山字河机场、青岛胶东国际机场。

### 港口
- 青岛港、日照港、烟台港等

## 发展规划

### 战略定位与规划
建设具有较强国际竞争力的现代海洋产业集聚区、具有世界先进水平的海洋科技教育核心区、国家海洋经济改革开放先行区和全国重要的海洋生态文明示范区。到2015年，现代海洋产业体系基本建立，综合经济实力显著增强，海洋科技自主创新能力大幅提升，海陆生态环境质量明显改善，海洋经济对外开放格局不断完善，率先达到全面建设小康社会的总体要求；到2020年，建成海洋经济发达、产业结构优化、人与自然和谐的蓝色经济区，率先基本实现现代化。

### 空间布局
根据山东半岛蓝色经济区的战略定位、资源环境承载能力、现有基础和发展潜力，按照以陆促海、以海带陆、海陆统筹的原则，优化海洋产业布局，提升胶东半岛高端海洋产业集聚区核心地位，壮大黄河三角洲高效生态海洋产业集聚区和鲁南临港产业集聚区两个增长极；优化海岸与海洋开发保护格局，构筑海岸、近海和远海三条开发保护带；优化沿海城镇布局，培育青岛—潍坊—日照、烟台—威海、东营—滨州三个城镇组团，形成“一核、两极、三带、三组团”的总体开发框架。